# Opération Turquoise
Pour le film homonyme, voir Opération Turquoise (téléfilm).
L’opération Turquoise est une opération militaire organisée par la France et autorisée par la résolution 929 du 22 juin 1994 du Conseil de sécurité de l'ONU pendant le génocide des Tutsi au Rwanda. Elle a pour mission de « mettre fin aux massacres partout où cela sera possible, éventuellement en utilisant la force. »
L'opération Turquoise est une importante intervention militaire française avec le déploiement de plus de 2 500 hommes. Défendue par les uns comme une intervention humanitaire, elle a été vivement critiquée et fait toujours l'objet, en 2019, 25 ans après les faits, de polémiques concernant le rôle de la France dans son soutien au gouvernement intérimaire rwandais.

## Objectif et ordre de mission
L'objectif de cette opération est précisé, dans l'ordre d'opération lui-même, par les consignes suivantes du commandement relatives aux règles de comportement sur le théâtre d'opération (paragraphe QUINTO/Alpha) : 

« Adopter une attitude de stricte neutralité vis-à-vis des différentes factions en conflit. Insister sur l'idée que l'armée française est venue pour arrêter les massacres mais non pour combattre le FPR ni soutenir les FAR afin que les actions entreprises ne soient pas interprétées comme une aide aux troupes gouvernementales. Manifester la détermination de la France, dans cette action, tout en cherchant à favoriser l'amorce d'un véritable dialogue entre les belligérants. Marquer si nécessaire par l'usage de la force la volonté française de faire cesser les massacres et de protéger les populations. »

Elle est dirigée par le général français Jean-Claude Lafourcade. La résolution no 929 précise que le Conseil de sécurité :

« ...donne son accord à ce qu'une opération multinationale puisse être mise sur pied au Rwanda à des fins humanitaires jusqu'à ce que la MINUAR soit dotée des effectifs nécessaires. » Elle doit être « ...une opération temporaire, placée sous commandement et contrôle nationaux, visant à contribuer, de manière impartiale, à la sécurité et à la protection des personnes déplacées, des réfugiés et des civils en danger au Rwanda. »

Opération de l'ONU comme la MINUAR, le statut de l’opération Turquoise lui donne plus de moyens militaires puisqu'il se réfère au chapitre VII de la Charte de l'ONU (Action en cas de menace contre la paix, de rupture de la paix et d'acte d'agression), contrairement à la MINUAR qui relève du chapitre VI (Règlement pacifique des différends).

## La genèse
Les Nations unies disposaient déjà à Kigali d'une force de maintien de la paix, la Mission des Nations unies pour l'assistance au Rwanda (MINUAR), chargée d'observer que les accords d'Arusha étaient en cours de réalisation. Après le début du génocide (7 avril 1994) et la mort de plusieurs soldats belges enlevés, la Belgique retire sa contribution à la MINUAR, sous le commandement du Canadien Roméo Dallaire. Il est interdit à Dallaire d’impliquer la force dans la protection de civils.
Immédiatement après le début du génocide, le Front patriotique rwandais (FPR) lance une nouvelle offensive visant à renverser le gouvernement génocidaire et gagne progressivement du terrain. À la fin du mois de juin, le FPR contrôlait une grande partie du pays et était sur le point de remporter une victoire complète. Les unités du FPR ont mené des attaques punitives dans les zones qu’elles contrôlaient, mais elles n’étaient pas de la même ampleur et de la même organisation que celles du génocide.
Dès la première semaine du génocide, le Nigeria s'était efforcé d'obtenir un renforcement de la MINUAR. Il en avait été de même, plus tard, de la République tchèque, de l'Espagne, de l'Argentine et de la Nouvelle-Zélande. Mais l'ONU ne parvenait pas à se mettre d'accord pour que cette MINUAR 2 se mette rapidement en place. En mai 1994, la France, bien qu'ayant voté la réduction des effectifs de la MINUAR le 21 avril 1994, devient très active à l'ONU dans les discussions sur le renforcement de la MINUAR mais refuse de la renforcer par ses propres forces. Devant ce qu'elle qualifie comme une inertie de la communauté internationale, la France décide d'intervenir et présente une proposition de résolution le 20 juin,, mais obtient difficilement l'aval du Conseil de Sécurité de l'ONU, pour conduire l'opération Turquoise, du 22 juin au 21 août 1994, date prévue du renforcement de la MINUAR tant demandé par son commandant depuis le début du génocide. Quelques pays africains acceptèrent de se joindre à la France dans cette opération.
La difficulté de l'obtention de cette mission était liée à la perception que de nombreux pays avaient de la politique de la France au Rwanda et de ses intentions réelles ou supposées, compte tenu de son implication au Rwanda depuis plusieurs années, de son opposition au FPR, et du fait qu'elle ait été le seul pays à reconnaître le Gouvernement intérimaire rwandais, responsable du génocide. Ce débat existait également au sein de l'État français. Face aux tenants, d'une intervention militaire pour s'opposer au FPR, Édouard Balladur, alors premier ministre de la France, précisait par écrit le 21 avril au président français François Mitterrand qu'une des conditions de réussite de l'opération nécessitait de « limiter les opérations à des actions humanitaires et de ne pas nous laisser aller à ce qui serait considéré comme une expédition coloniale au cœur même du territoire du Rwanda ». En outre, la présence française était limitée à deux mois. Devant la mission parlementaire d'information sur le Rwanda, M. Balladur précisera que « certains responsables (ont) envisagé une intervention militaire, notamment à Kigali. Toutefois, un accord est très rapidement intervenu entre le Président de la République et lui pour rejeter cette hypothèse qui aurait pu entraîner la France dans un conflit ou l’exposer à être mise en accusation par des puissances de la région. »
Cette ambivalence semble également partagée par les soldats et leurs officiers sur place. Lors de son entrevue à Goma fin juin avec le général Lafourcade pour délimiter les zones respectives occupées par le FPR et l'opération Turquoise, le commandant de la MINUAR, le général Dallaire, note que, si le général Lafourcade ne recherche pas l'affrontement direct avec le FPR, il n'en est pas de même de son entourage qui, au nom de la loyauté de la France avec ses anciens amis, pense que l'opération a pour but d'aider les FAR à contrer le FPR. La confrontation avec les réalités du génocide fut un choc pour de nombreux membres de l'opération.

## Le déroulement de l'opération

### Le lancement, le 22 juin 1994
Cette opération fut conduite à partir du Zaïre. L'ordre de mission de Turquoise du 22 juin 1994 dispose que l'armée française doit pénétrer au Rwanda à partir de Gisenyi, dans le nord-ouest du Rwanda, et par Cyangugu dans le sud-ouest du Rwanda. L'aéroport de Goma au Zaïre sert de base logistique pour l'opération tandis que le détachement aérien est stationné à Kisangani.
L'objectif affirmé est de protéger, dans une « zone humanitaire sûre », les « populations menacées » aussi bien par le génocide que par le conflit militaire entre le Front patriotique rwandais (FPR) et le gouvernement intérimaire rwandais. Aucune hiérarchie n'est établie entre les personnes menacées par le génocide et celles qui sont menacées par les effets collatéraux du conflit armé. Elles étaient assimilées aux deux parties d'un conflit militaire. Le génocide était donc perçu comme un phénomène collatéral de la guerre. Il était ordonné de rester neutre entre ces parties. En particulier, il n'était pas question de procéder à des arrestations de responsables du génocide. La mission avait pour but de faire cesser les massacres en incitant les Forces armées rwandaises à rétablir leur autorité, alors qu'elles étaient directement impliquées dans le génocide. La neutralité de l'intervention fut critiquée notamment par Jean-Hervé Bradol, responsable de programme à Médecins sans frontières, une opération simplement humanitaire lui paraissant largement insuffisante pour stopper un génocide.

### La composition de la forceTurquoise
La force comptait 2 550 militaires de l'armée française et 500 autres venus de sept pays d'Afrique (Sénégal, Guinée-Bissau, Tchad, Mauritanie, Égypte, Niger et Congo). Elle a bénéficié d'une couverture satellitaire de l'Union de l'Europe occidentale qui lui a permis de localiser les camps de réfugiés et les colonnes en mouvement. La flotte d'Antonov du trafiquant d'armes Viktor Bout a pour l'occasion été utilisée par l'armée française pour le transfert du matériel et des troupes via des transitaires de transport et la société SPAIROPS (Spécial Air Opération Inlt) dirigée par Michel Victor-Thomas,[réf. nécessaire].
Unités françaises engagées :
- Éléments de la 13e demi-brigade de Légion étrangère, du 2e régiment étranger d'infanterie, du 2e régiment étranger de parachutistes et du 6e régiment étranger de génie.
- La moitié des effectifs du Régiment d'infanterie-chars de marine.
- Des éléments de la 2e batterie du 35e régiment d'artillerie parachutiste.
- La 1re compagnie du 3e régiment d'infanterie de marine détachée du Gabon.
- La 3e batterie du 11e régiment d'artillerie de marine détachée de RCA [réf. souhaitée].
- Une section de l'ECT (Escadron de circulation et de transport) du 9e RCS (devenu depuis 9e brigade légère blindée de marine) de Nantes.
- Forces spéciales : 150 hommes du Commandement des opérations spéciales (1er RPIMa, Commando Trepel et CPA 10) qui ont opéré parallèlement à des membres du GIGN et de l’EPIGN, à des équipes CRAP de la 11e division parachutiste et à des éléments du 13e RDP.
- Deux composantes du service de santé des armées : armé principalement par le 1er régiment médical. L'Élément médical militaire d'intervention rapide (EMMIR) basé à Cyangugu (Rwanda) une section d'évacuation sanitaire en VAB du 1er RMed et la Bioforce à Goma (Zaïre). [réf. souhaitée]
- Éléments issus de la 11e division parachutiste : CRAP du 35e RAP, soutien et transmetteurs du 14e RPCS.
- La 1re compagnie du 2e RPIMa basé a La Réunion.
- Détachement Aviation légère de l'armée de terre.
- Section de la 2e compagnie du 1er régiment d'infanterie (RCAM /aéromobile).
- Éléments de l'armée de l'air dont deux de l'Escadron de transport 1/62 Vercors positionné à Goma et ensuite à Bukavu à partir du 14 juillet et de rotation de Transall et de Hercules. Deux C-130 Hercules de l'escadron de transport 2/61 Franche-Comté participent à l'opération[22] ainsi qu'un Transall "GOST" et plusieurs Transall de la base 123 d'Orléans[réf. souhaitée]

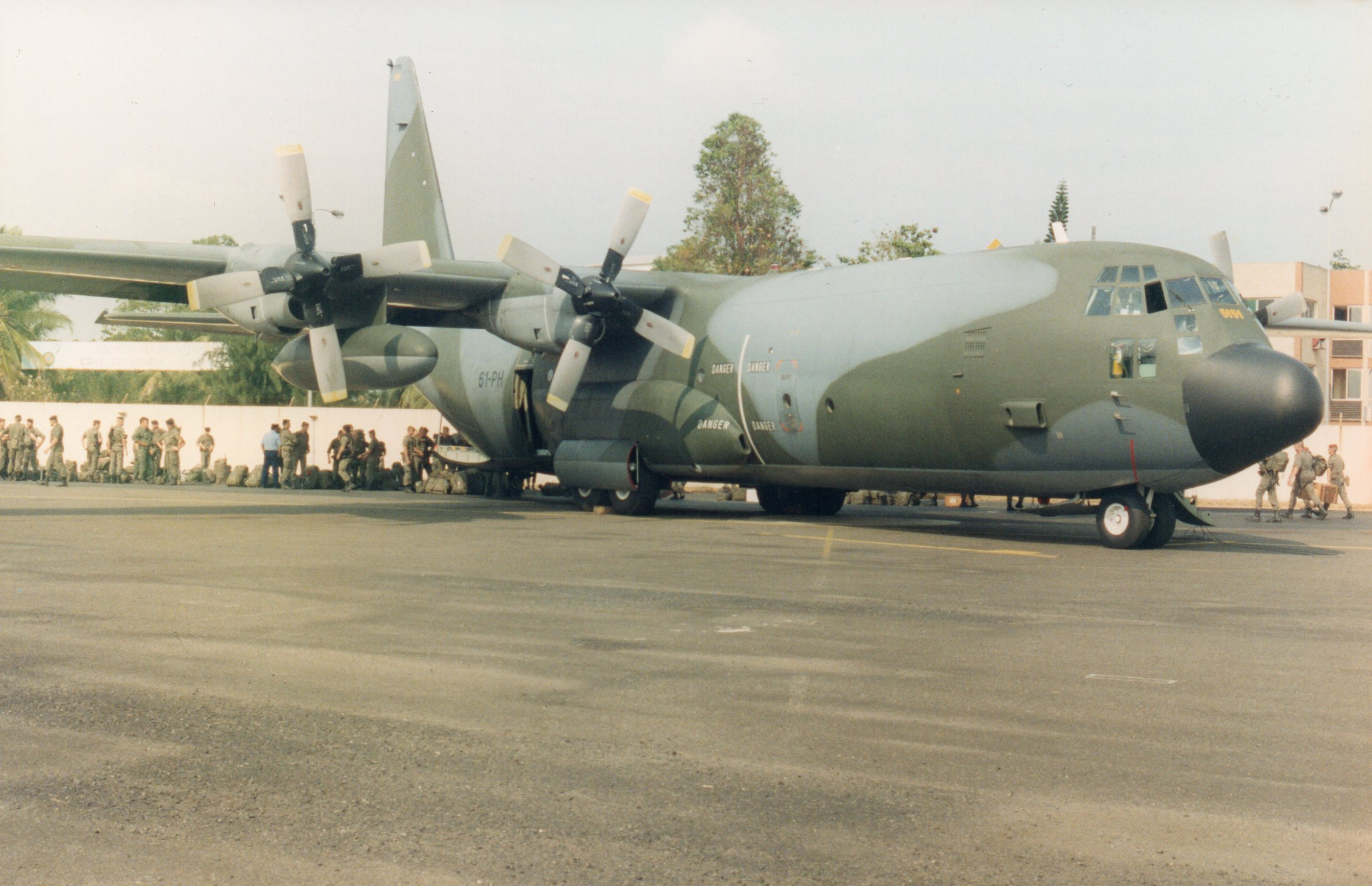
C-130 Hercules à Libreville le 24 juin 1994, embarquement vers Goma.

### Les premières interventions

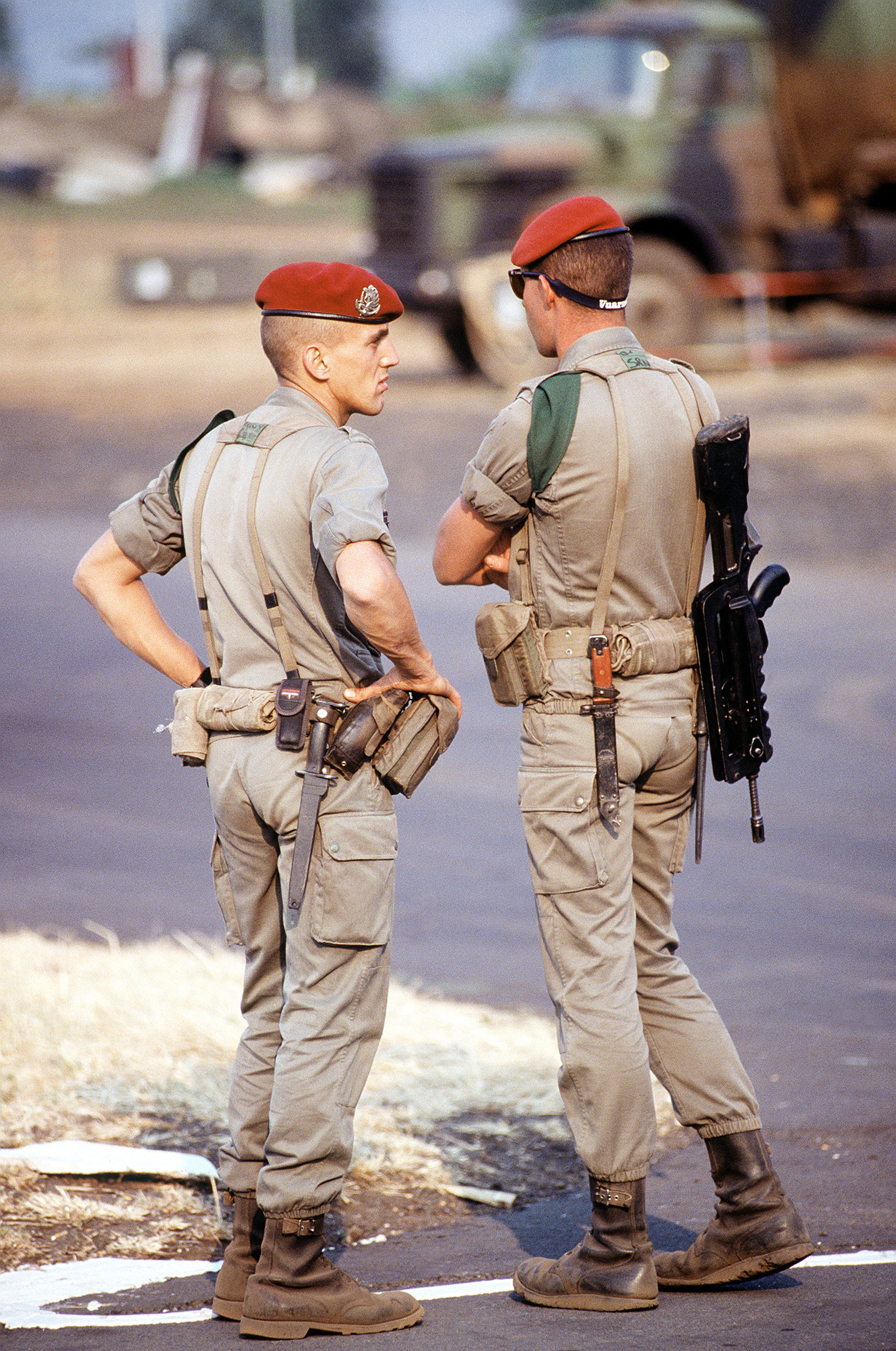
Parachutistes français du 2e RPIMA le 14 août 1994.

#### Les tutsis du camp de Nyarushishi
Le camp de réfugiés de Nyarushishi, à proximité de Cyangugu, regroupe entre 8 et 10.000 rescapés, essentiellement Tutsis. Le camp est organisé par le CICR et menacé régulièrement par les génocidaires. L'opération Turquoise a assuré rapidement la protection de ce camp, situé dans la zone sud de la ZHS, notamment avec la compagnie du 2e régiment étranger d'infanterie.

#### Sauvetages de populations diverses
Les forces françaises sauvèrent la vie d'environ 15 000 personnes, en assurant la protection de camps de réfugiés (comme celui de Nyarushishi, cf supra) et en organisant des opérations d’exfiltrations de rescapés des massacres.

#### Massacre de Tutsis à Bisesero
Bisesero est une chaîne de collines de l'ouest du Rwanda, au sud de Kibuye, où 65 000 Tutsis sont enterrés dans un mémorial. Ils ont été massacrés pendant le génocide.
Bisesero faisait partie de la zone nord de l'opération Turquoise. Au début de l'opération Turquoise, les commandos du COS avaient reçu des informations fausses des autorités rwandaises selon lesquelles des infiltrés du Front patriotique rwandais (FPR) seraient concentrés à Bisesero. En réalité il s'agissait de rescapés affaiblis par trois mois de résistance au génocide. Alertés par des journalistes, un détachement du COS découvre le 27 juin 1994 quelques dizaines de ces réfugiés et constate la réalité des massacres de civils par les forces gouvernementales rwandaises (FAR, gendarmerie et milices). Trois jours plus tard le 30 juin 1994, un autre détachement retrouve ces rescapés et leur porte secours. Mais la moitié d'entre eux a été massacrée entre-temps, soit environ un millier sur les deux mille restant. Ces événements donneront lieu à une vive polémique en 1998 : pourquoi l'armée a-t-elle attendu trois jours pour porter secours à ces rescapés ? Les informations du premier détachement ont-elles bien été transmises à sa hiérarchie ? Celle-ci en a-t-elle saisie la portée et les potentielles conséquences ? Le deuxième détachement a-t-il découvert les rescapés par hasard ? A-t-il reçu l'ordre de les secourir ? A-t-il agi de sa propre initiative ? Cette polémique sera ravivée en 2005 par des plaintes de rwandais devant le tribunal aux armées de Paris.

#### L'affrontement avec l'armée du Front patriotique rwandais
Selon le mandat attribué par l'ONU, tout contact militaire hostile entre militaires de l'Opération Turquoise et du Front patriotique rwandais (FPR) devait être évité. Cependant, plusieurs accrochages militaires ont eu lieu avec les soldats du FPR de Paul Kagame entre le 3 et le 20 juillet 1994.
Une dizaine de soldats de l'opération Turquoise, faits prisonniers par le FPR à la suite d'une embuscade dans la région de Butare, furent libérés à la suite de négociations. Lors d'un autre incident entre Kibuye et Gikongoro, deux soldats français survécurent aux tirs du FPR grâce à leur gilet pare-balles.

### La création de la «Zone Humanitaire Sûre»
Une « zone humanitaire sûre » fut créée dans le sud-ouest du Rwanda, visant à empêcher les affrontements entre les Forces armées rwandaises (FAR) du gouvernement génocidaire et le Front patriotique rwandais (FPR) qui gagnait du terrain.

### Le repli des forces génocidaires au Zaïre

#### Fuite du gouvernement intérimaire
Ce n'est qu'à partir du 7 juillet, sur avis de l'ambassadeur de France au Rwanda et du général Lafourcade, commandant la force Turquoise, que la France commença à considérer le gouvernement intérimaire rwandais, responsable du génocide, comme discrédité. En particulier, la France refusa une extension de la « zone humanitaire sûre » (ZHS) que lui demandait ce gouvernement afin de se mettre à l'abri du Front patriotique rwandais (FPR). Le 14 juillet, un télégramme était envoyé au général Lafourcade lui demandant de refuser l'accès de la « zone humanitaire sûre » aux membres du gouvernement intérimaire. Mais si la France n’a pas procédé à une opération d’exfiltration, elle n’a pas non plus procédé à l’arrestation des membres du Gouvernement intérimaire amenés à se trouver dans la ZHS, arguant que de telles mesures ne pouvait être prises que sur décision de l'ONU.
Aussi la « zone humanitaire sûre » put servir de refuge à plusieurs responsables du gouvernement intérimaire rwandais qui purent ensuite passer au Zaïre. En particulier, le 17 juillet 1994, un convoi civil escorté de membres armés de la garde présidentielle rwandaise s'arrête dans une villa de Cyangugu, sur les bords du lac Kivu, dans le sud de la ZHS contrôlée par les Français. Le commandant du secteur, le lieutenant-colonel Jacques Hogard, s'assure de l'identité des personnalités présentes, avec un groupe de commandos du 2e régiment étranger de parachutistes (2e REP), et identifient deux responsables politiques du gouvernement intérimaire rwandais : le président de la république par intérim, Théodore Sindikubwabo, et le ministre des affaires étrangères, Jérôme Bicamumpaka. L'entrevue est tendue. Jacques Hogard annonce à ses interlocuteurs qu'il est hors de question qu'un gouvernement intérimaire s'installe à Cyangugu. Sans informations ni instructions sur le sort à réserver à ces personnalités, il rend compte à son supérieur, le général Lafourcade qui rend lui-même compte à Paris. Mais les fugitifs quittent dans les 24 heures la zone humanitaire sûre avant que des instructions les concernant n'arrivent,,.
Le 15 juillet 1994, un télégramme diplomatique signé de Bernard Emié autorise les militaires français à laisser les principaux membres du Gouvernement intérimaire rwandais responsables du génocide s'enfuir au Zaïre.

#### Désarmement symbolique et non-arrestation des génocidaires
Le rapport parlementaire français montrera de nombreux éléments qui attestent que le désarmement des génocidaires fut insuffisant, et qu'aucune arrestation de génocidaires n'a eu lieu. Lors de son audition, Alain Juppé, ministre français des affaires étrangères en 1994, arguera que, « compte tenu des effectifs affectés à l’opération Turquoise, il n’a pas été possible d’y procéder à l’arrestation de probables criminels de guerre, le Conseil de Sécurité de surcroît n’ayant jamais accordé un tel mandat ».
D'après la Commission d'enquête citoyenne, les autorités françaises auraient fourni des passeports à plusieurs membres du gouvernement intérimaire rwandais, aujourd'hui tous jugés ou en attente de jugement devant le Tribunal pénal international pour le Rwanda.[réf. nécessaire]
En octobre 1994, la revue mensuelle de la Légion, Képi blanc, écrira que l'état-major tactique a provoqué et organisé l'évacuation du gouvernement rwandais vers le Zaïre.

#### Le choléra dans les camps de réfugiés au Zaïre
Les militaires de l'Opération Turquoise furent confrontés à une grave épidémie de choléra qui se déclara dans les camps des réfugiés hutus à Goma, au Zaïre. Près de 100 000 consultations médicales et 25 000 vaccinations furent effectuées.
La section France de Médecins sans frontières quitta les camps de réfugiés au Zaïre en novembre 1994 devant le constat de la mainmise des génocidaires sur les camps. Les sections belges et hollandaises suivront fin 2015. Selon Médecins sans frontières :
[...] très rapidement, l’épidémie contrôlée, les volontaires se trouvent confrontés à l’emprise brutale des leaders sur la population des camps, dont certains sont transformés en base arrière pour la reconquête du Rwanda à travers les détournements massifs de l’aide, la violence, les recrutements forcés, la propagande et les menaces contre les candidats au rapatriement.

## Les controverses soulevées par cette opération

### L'ambiguïté de l'opération et le rôle de la France dans le génocide au Rwanda
La classe politique française fut presque unanimement en faveur de cette opération. Valéry Giscard d'Estaing fut l'un des hommes politiques français à en critiquer la conduite le 7 juillet 1994 : « Qu'est-ce qu'on va faire ? s'est interrogé l'ancien président de la République. Il y a des Tutsis qui avancent. Est-ce qu'on va s'opposer à leur avance ? J'ai entendu le colonel qui commande dire : " S'ils avancent, on tirera sur eux ". Tirer sur qui, de quel droit ? ", s'est-il exclamé. " Actuellement, on a les Tutsis qui avancent, c'est-à-dire les victimes, et on a derrière nous, une partie de ceux qui ont procédé aux massacres " ».
Si le but officiel de l'opération est humanitaire, son ambiguïté apparaît néanmoins dans un rapport datant du 16 juin 1994 : « Face à l'ampleur du désastre humanitaire et aux critiques dont sont l'objet à la fois l'ONU et notre propre politique, l'objectif est de susciter une action internationale dont la France prendrait la direction principale, et dont le but serait triple : l'arrêt des massacres, la sauvegarde des réfugiés et l'interruption de l'extension du conflit. Du point de vue français, il faut éviter que nous soit reprochées et l'action d'hier, et l'inaction d'aujourd'hui ». Après avoir tenu des propos fermes envers le FPR dépassant le mandat de neutralité de l'opération Turquoise, le colonel Tauzin se verra rapatrier prématurément à Paris. Jean-François Dupaquier, journaliste et expert auprès du Tribunal pénal international pour le Rwanda dans le procès des médias, taxe Turquoise de désinformation « militaro-humanitaire ». Pour défendre le point de vue des militaires au Rwanda, Didier Tauzin écrira un livre : Rwanda, je demande justice pour la France et ses soldats.
Plusieurs anciens militaires français ont témoigné de l’ambiguïté de l'opération Turquoise qui n'aurait pas été qu'une mission humanitaire, notamment le lieutenant-colonel Guillaume Ancel et l'adjudant-chef Thierry Prungnaud,. Leurs témoignages interrogent plus largement sur le rôle de la France dans le génocide rwandais.

### Les relations entre les responsables de la MINUAR et ceux de Turquoise
Lors du déploiement des troupes de l'opération Turquoise à la frontière zaïro-rwandaise, Roméo Dallaire, commandant de la Mission des Nations unies pour l'assistance au Rwanda (MINUAR), se rendit à Goma pour discuter des modalités de l'opération avec les militaires français. Ceux-ci lui réservèrent un accueil glacial. Les militaires français se dirent choqués que Roméo Dallaire n'ait pas pu retarder le Front patriotique rwandais (FPR). Les militaires français étaient historiquement alliés aux Forces armées rwandaises (FAR) et en voulaient ouvertement à Roméo Dallaire ; ils lui reprochaient la déroute des FAR[source insuffisante]. Les Français ont accusé Dallaire d'aider les rebelles du FPR à gagner sur le terrain[source insuffisante].

### Les articles de Patrick de Saint-Exupéry dansle Figaro
Après ceux de 1994, les articles de Patrick de Saint-Exupéry relancèrent en 1998 la controverse sur la politique de la France au Rwanda, l'opération Turquoise et plus particulièrement les événements de Bisesero dont il fut un des témoins principaux. En 2004, il reprit son analyse dans un livre. Deux des généraux cités dans ce livre obtiennent une condamnation pour diffamation.

### Procédure judiciaire en France
En juin 2005, plusieurs plaintes sont déposées devant le Tribunal aux armées de Paris. Trois femmes tutsies ont porté plainte contre X pour viol par des militaires français devant la justice française. Une seconde série de plaintes pour « complicité de génocide et complicité de crimes contre l'humanité » a été déposée en février 2005 par six survivants (cinq hommes et une femme tutsis) des massacres de 1994 au Rwanda. Ils accusent de complicité dans le génocide des soldats français engagés dans l'opération Turquoise. Selon les plaignants, des soldats français auraient aidé les miliciens « Interahamwe », principaux auteurs du génocide, à débusquer leurs victimes et ont commis eux-mêmes des exactions.
Cette plainte donne lieu à une controverse politique et judiciaire car le gouvernement français a toujours nié tout rôle dans le génocide.
Le 29 mai 2006, la chambre de l'instruction de la cour d'appel de Paris valide cette plainte[source insuffisante]
À la suite de ces plaintes, des anciens officiers au Rwanda créent une association France Turquoise dans le but de défendre l'honneur de l'armée française et des militaires français ayant servi au Rwanda.
En mai 2021, le parquet de Paris requiert un non-lieu général dans l’enquête sur l’inaction reprochée à l’armée française lors des massacres de Bisesero fin juin 1994. Puis, le 7 septembre 2022, des juges d'instruction parisiens ordonnent ce non-lieu général. En décembre 2024, la cour d'appel de Paris confirme le non-lieu général rendu en octobre 2023 dans l'enquête sur l'inaction reprochée à l'armée française lors des massacres de Bisesero en 1994.
Le 14 novembre 2024, le tribunal administratif de Paris se déclare incompétent pour juger de la responsabilité de l'État français dans le génocide.

### Vidéographie
- [vidéo] Rwanda, chronique d’un génocide annoncé, France 24, 5 avril 2019.

### Filmographie
- Opération Turquoise réalisé par Alain Tasma